# Čertova brázda

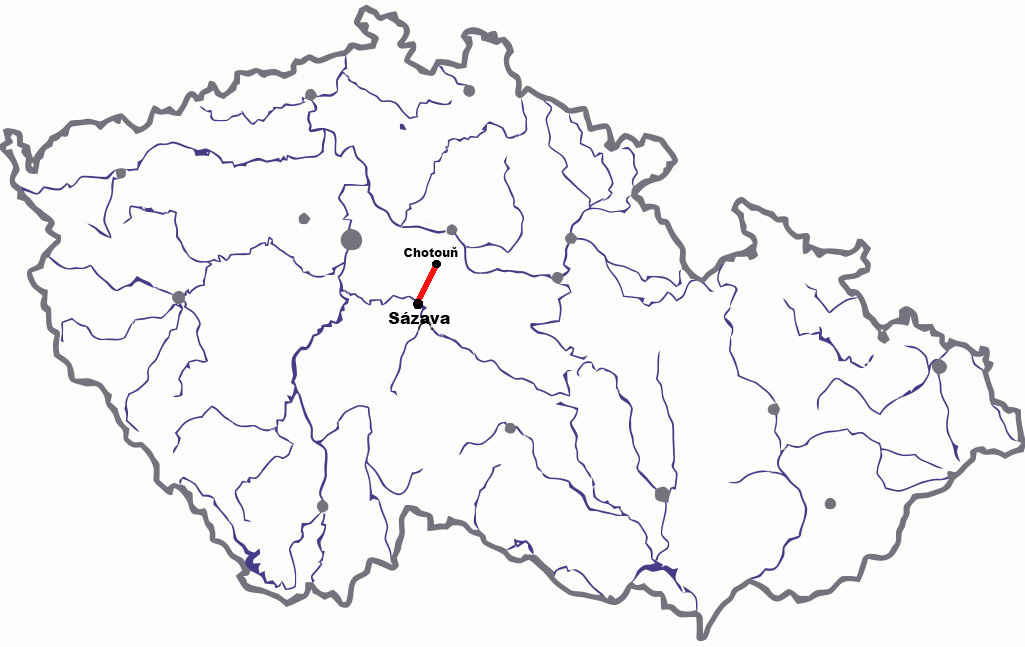
Orientační mapka s polohou Čertovy brázdy na mapě České republiky

Čertova brázda byla podle legendy zřetelná linie v krajině, která měla spojovat působiště sv. Prokopa, Sázavu v okrese Benešov, s jeho 21 km vzdáleným rodištěm v Chotouni v okrese Kolín. Brázda v terénu patrná není a interpretace různých reliktů nacházených v její předpokládané trase je předmětem diskuzí. 
Podle výzkumu zveřejněného v roce 2021 se v trase severní části brázdy mezi Lipany a Chotouní nacházel (raně středověký?) liniový val, což by „čertovskou“ interpretaci mohlo vysvětlovat.

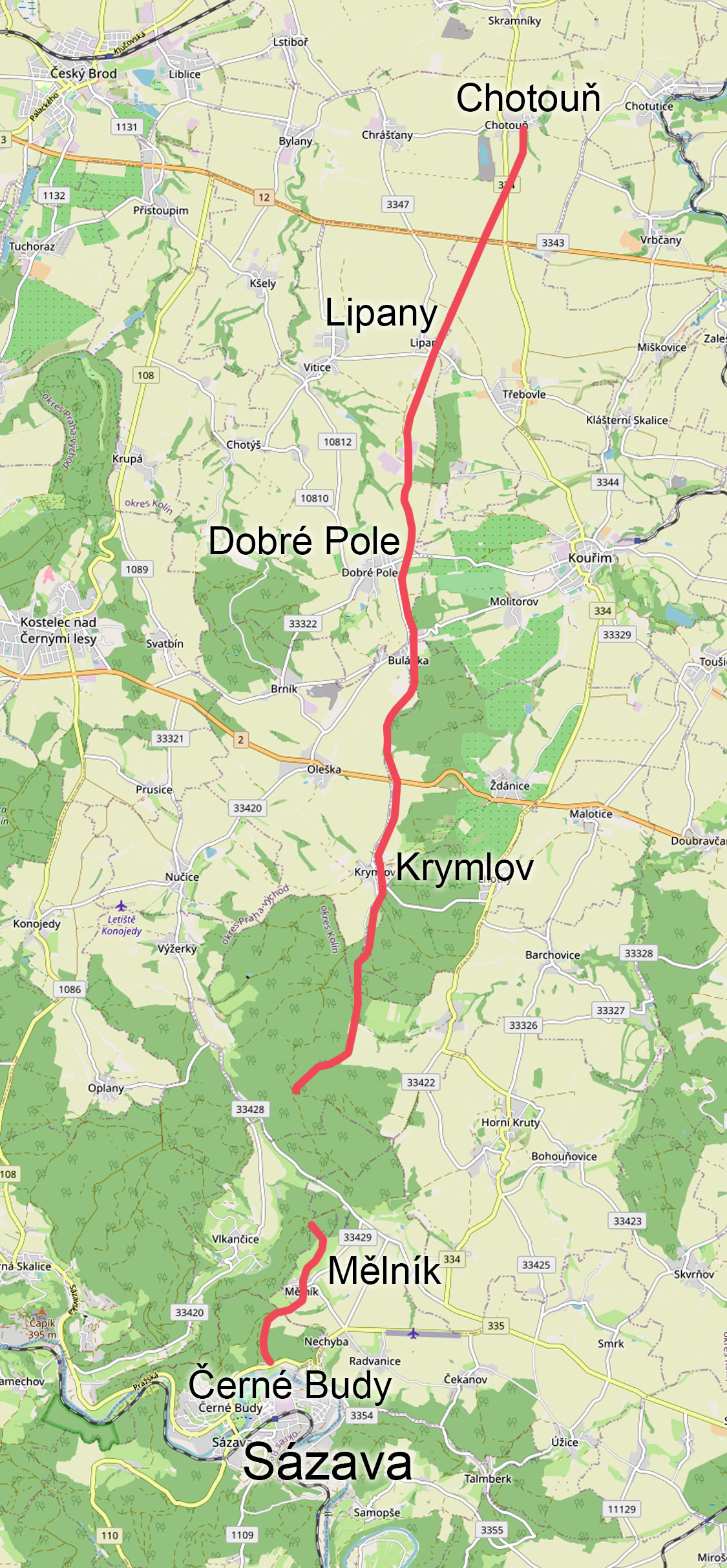
Trasa Čertovy brázdy mezi Chotouní a Sázavou jak ji zaznamenali r. 1903 Miškovský a Kuffner

## Poloha
Již na počátku dvacátého století nebyla trasy brázdy v terénu patrná. O většině trasy máme proto k dispozici jen zprostředkované informace, zejména z prací Miškovského a Kuffnera. Nelze vyloučit, že tato ústní tradice zachycovala spíše trasy středověkých poutí po cestách v trase legendární Čertovy brázdy, než průběh případné Čertovy brázdy jako takové.
Ironicky komentoval nejednoznačný průběh brázdy kanovník Krásl. Ve své knize Sv. Prokop, jeho klášter a památka u lidu (1895) píše, že pro nalezení brázdy je třeba velké obraznosti.
Výjimku z tohoto informačního vakua tvoří úsek brázdy mezi Chotouní a Lipskou horou. Čertova brázda je zde zmiňována v pomístních názvech (například na mapách pozemkového katastru), což jinde po předpokládané trase již v té míře nenacházíme.
Navíc, díky tomu, že v této oblasti proběhla bitva u Lipan jsou k dispozici popisy bojiště, které uchovávají cenné informace o stavu a průběhu brázdy. Čertova brázda se v tomto úseku odlišuje od zbytku brázdy jak směřováním, tak přímým vedením v terénu.
Podle map a popisu Miškovského a Kuffnera brázda začínala na východním okraji Chotouně. Vycházela od svahu pod zachovanou mohylou v Chotouni a vedla rovně až na temeno Lipské hory, odkud se stáčela k jihu.
Nad obcí Lipany kde vodoteč pramení, se úvoz stává mělčím a rozšiřuje se tak, se v něm místní komunikace vedoucí směrem k památníku volně vlní. Západní břeh úvozu je nevýrazný a nepravidelný, ale východní břeh je vysoký a přímý. Na této terénní hraně stojí i samotný památník bitvy.

Pohled z Lipské hory na severovýchod, přes obec Lipany směrem k Chotouni. Osu Čertovy brázdy ukazuje cesta a hranice polí.

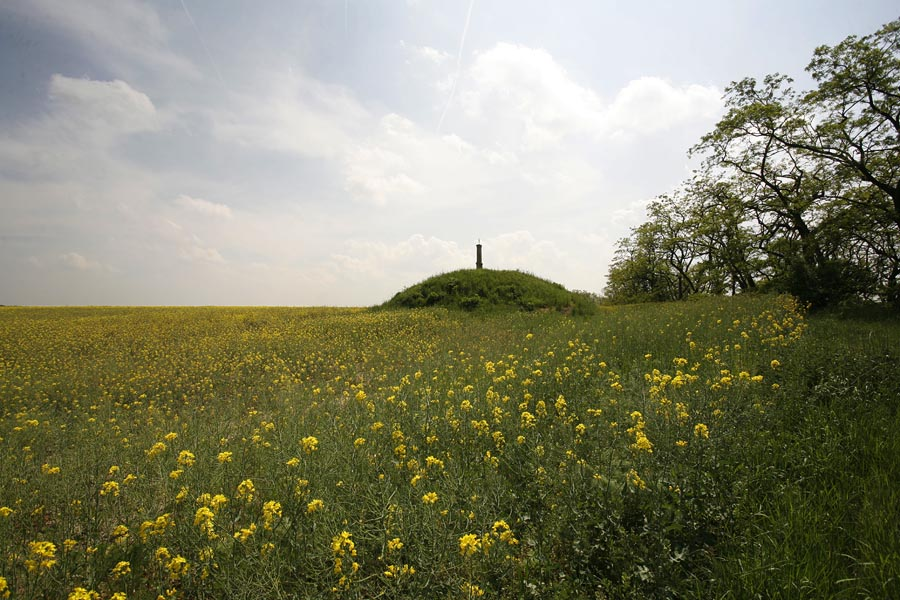
Mohyla v Chotouni nad vyústěním Čertovy brázdy

Jozef Miškovský ve své práci z roku 1903 popisuje hluboce zaříznutou úvozovou cestu – Čertovu brázdu – mezi Chotouní a Lipany takto: „Cesta k Lipské je nedaleko Chotouně zúžena v pěšinu, za nedlouho však udržuje se až do Lipan, ovšem při různých měrách hloubky své a šířky. Od samé silnice chotouňské je cesta 4 až 5 m široká a místy asi 2,5 m hluboká, pod Lipany rokle 5 až 5,5 m hluboká a 15 až 16 m široká. Odtud je rovná linie k mohyle Prokopa Holého a po západním svahu Lipského hřebenu táhne se dosti rovně až k Dobré Půli, nad níž přetíná novou okresní silnici.“ 
Až do padesátých let, než byla zemědělci zarovnána, zde měla brázda podobu jakou popisuje Miškovský. Na severovýchodním okraji Lipan, kde brázdu nešlo zasypat, protože zde vede místní vodoteč, má rokle úctyhodné rozměry dodnes. Ve své práci to komentují např. J. Bernat s M. Štědrou. (Čertovu brázdu poblíž Lipan zobrazil na Maroldově panoramatu Bitva u Lipan Václav Jansa, který podle koncepce Luďka Marolda vytvořil malbu krajiny.)
Od Lipské hory se legendická brázda stáčí po polní cestě k jihu. Odtud vede (dle Miškovského a Kuffnera) brázda po místních komunikacích na Dobré Pole, Bulánku a Krymlov. Bernat a Štědra nabízejí několik paralelních tras, pro které shledávají markanty zejména v podobě úvozů v zalesněných úsecích. Od Krymlova směřuje brázda (dle Miškovského) po silničkách a lesních cestách kolem kóty Kamenný vrch ke Kachní Louži. Nakonec se ztrácí ve vlhkém území nad Mošticemi. Objevuje se znovu až jižně od obce Mělník odkud se obloukem se stáčí k západu a sestupuje svahem po široké cestě směrem k Sázavě.
Podle legendy končila Čertova brázda severně od města Sázavy, v oblasti nazývané Černé Budy nad loukou Votočnicí. Vede sem i značená turistická trasa od Sázavského kláštera. Turistický vstup na Čertovu brázdu, se nachází na uhlířskojanovické silnici (335) a je vyznačen imitací „Čertova pluhu“. Odtud stoupá strmě do svahu pěšina s novodobou křížovou cestou.
Paradoxně, právě v tomto úseku, který je v současnosti jako jediný s Čertovou brázdou přímo spojován, nejde již o trasu, kterou zaznamenali Miškovský a Kuffner. Turisticky značený vstup na „brázdu“ z uhlířsko-janovické silnice č. 335 je vzdálen cca 100 m od původní trasy (na které dnes stojí rekreační chata). Takže návštěvníci, kteří vyrazí po turisticky značené „brázdě“ – pěšině s křížovou cestou – jsou na nesprávném místě, kde nic nenaznačuje, jak mohla brázda vypadat.

## Dějiny výzkumů

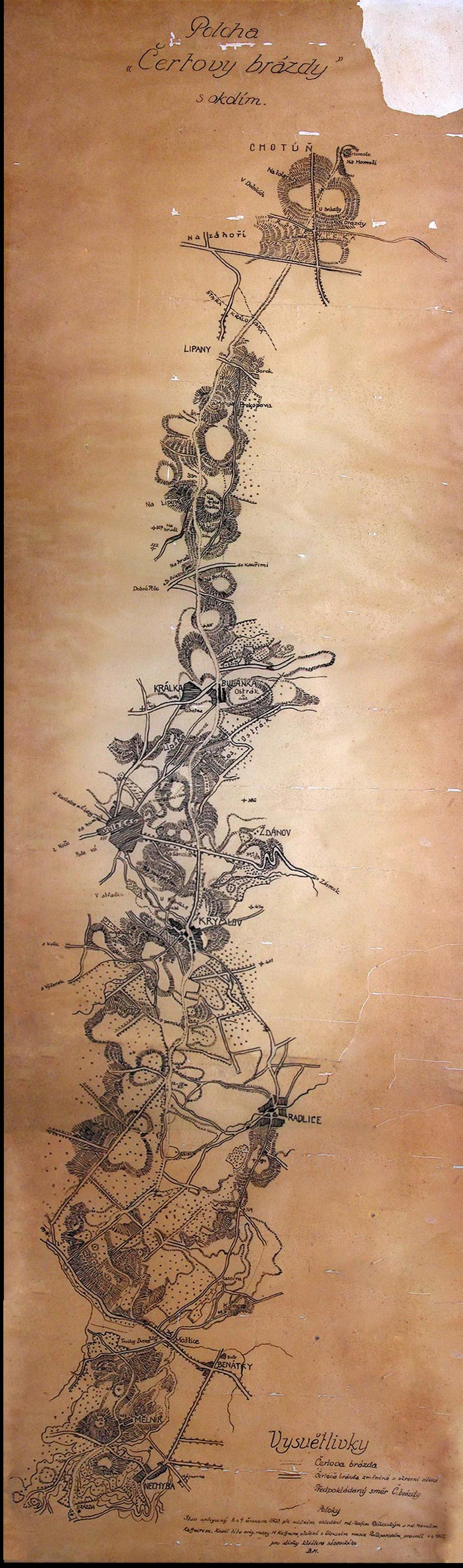
Čertova brázda na mapě Hanuše Kuffnera (9. června 1903)

První písemnou zmínku o Čertově brázdě uvádí počátkem sedmnáctého století Pontanus z Breitenberka ve své latinsky psané sbírce kostelních písní: „Zkroušený Satan, stále bičován důtkami Kristova učedníka, musel táhnout rádlo dlouhými poli, přicházeje ke klášteru od rodného místa.“ 
Jan František Beckovský ve druhém díle Poselkyně starých příběhův českých popisuje již vyorání brázdy podrobněji: „… když sv. Prokop v svý sázavský jeskyni zlýho ducha do rádla zapřáhl, s ním od té jeskyně skrze lesy, skrze roviny, pahrbky, také doliny přímo přes silnici nebo vozovau cestu, kterau se chodí i jede z Prahy do Kolína, až k Chotaunu vesnici voral a na tom přívrší chotaunského toho zlýho ducha přinutil bláto neb zem mastnou s toho rádla oškrabati, z které země ten vršek tehdáž byl udělán, a který se z silnice pražské podnes spatřuje, jemuž okolní obyvatelé říkají Homole.“

František Jan Vavák uvádí v číslovaném popisu mapy Lipanského bojiště z roku 1788: 
1. Ves Chotouň, vlast s. Prokopa, kde on se narodil I. 979. 
2. Jest brázda na způsob příkopu od s. Prokopa zlými duchy voraná do kláštera sázavského až sem vzdáli 2 1/2 míle, tak stará pověst.
An b: jsou prý hranice, jenž dělily knížetství kouřimské od knížetství pražského, tak ninější politika. 
Před více než sto lety (1903) si Jozef Miškovský, někdejší pracovník Podlipanského muzea v Českém Brodě a jeho přítel, novinář a vojenský topograf Hanuš Kuffner všimli, že v krajině nejsou na mnoha místech dohledatelné stopy Čertovy brázdy a rozhodli se podle vyprávění pamětníků trasu popsat a zakreslit.
V Kuffnerově knize Bitva u Lipan 30. května 1434 (1899) je brázda zmiňována při popisu bojiště: „Pozoruhodna jest mimo to zvláště tzv. ‚Čertova brázda‘, stará nějaká hranice, k níž pojí se známá legenda o sv. Prokopu; počíná na řece Sázavě a ubíhá vroubíc vlastní bojiště, směrem severovýchodním k Chotouni, kde končí u mohyly a suchého nyní dubu. Původně býval to patrně stejnoměrně hluboký příkop, jenž se však zaoral, zasypal a časem zarostl tak, že dnes, ač lze jej po celé délce stopovati, jen místy značnější jest hloubky, jako na př. u Lipan. Na samém kopci Lipské jest ‚Čertova brázda‘ dnes skutečně jenom nepatrnou brázdou, jinak mnoho momentů nasvědčuje tomu, že brázda byla tehdy ještě příkopem dosti značně hlubokým a tedy značnou překážkou vojskám vozovým.“
O sto let později přivedli pozornost k Čertově brázdě Jiří Bernat a Milan Štědra. Terénním výzkumem v oblasti mezi Chotouní a Sázavou nalezli řadu starých úvozů, které interpretovali jako Miškovským a Kuffnerem nepovšimnuté alternativní úseky brázdy. Celou brázdu pak chápali jako starou severojižní stezku s řadou paralelních větví.

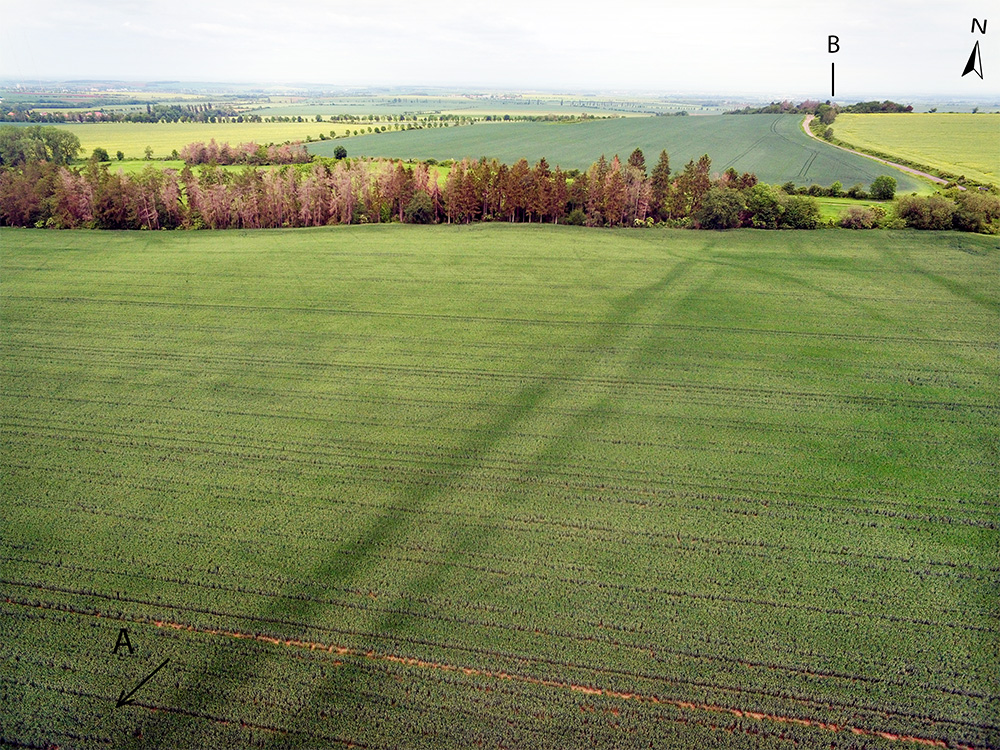
Dvojitá linie porostových příznaků jihozápadně od vrcholu Lipské hory (vzdálenost os tmavých linií je přibližně 9 m), objevená roku 2013

Na práci Bernata a Štědry navázali po deseti letech Čestmír Štuka a Petr Nový, kteří zkoumali trasu brázdy zejména v okolí Lipské hory. Pomocí nově dostupných technologií dálkového průzkumu zde našli zdvojenou linii porostových příznaků a nimi související liniovou elevaci na digitálním modelu terénu (DMT).
V další práci z roku 2021 pak publikovali objev reliktu 5,5 km dlouhého liniového valu s příkopy na Lipské hoře, který mohl být podnětem ke vzniku legendy.

## Interpretace Čertovy brázdy
Čertova brázda (nebo přinejmenším její část) byla zřejmě v krajině jasně viditelná, což vyvolávalo potřebu ji nějak začlenit do známého světa. Vznikaly tak časem různé představy o jejím původu.

### Dílo sv. Prokopa s čertem
Nejznámější z nich je legenda, jak svatý Prokop oral s ďáblem. Svatý Prokop je historická postava z přelomu prvního tisíciletí n. l. Svým životem spojuje Chotouň (místo narození) a Sázavu (kde působil a zemřel) podobně jako Čertova brázda. Snad proto legenda spojuje Čertovu brázdu právě s ním.
Legenda říká, že čert svatého provokoval. Ten se však nenechal strhnout k boji, v němž by čerta chtěl zničit. Místo toho ho zkrotil a zapřáhl do pluhu a křížem v pravé ruce jej popoháněl. Oral s ním brázdu ke své rodné vsi, kde si z pluhu oklepal hlínu. Tak měla vzniknout podle pověsti Čertova brázda i mohyla na jejím konci v Chotouni. V symbolické rovině jde o popis vnitřního duchovního zápasu se silami temna. V praktické rovině se tak v pojmech křesťanského pohledu na svět dal vysvětlit jinak záhadný útvar v krajině.
Legendu o svatém Prokopu zbásnil Jaroslav Vrchlický. Dal jí podobu epické skladby o sedmnácti zpěvech. Jiří Trnka zpracoval tuto látku do krátkého animovaného filmu Legenda o sv. Prokopu (1947).

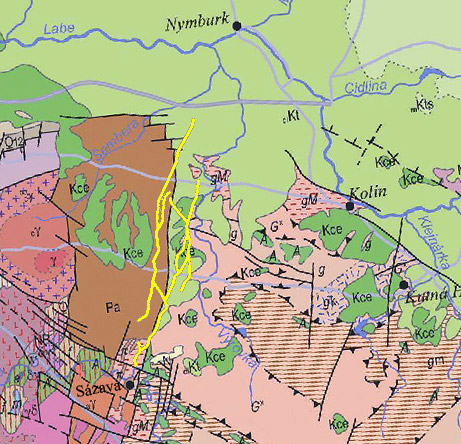
Soustava tras Čertovy brázdy (dle Bernata a Štědry) vynesená na mapu s Kouřimským zlomem

### Geologický jev
Při pohledu na oblast Čertovy brázdy na geologické mapě České republiky snadno pochopíme, proč byla brázda některými autory interpretována jako povrchový projev geologického zlomu.
Této interpretaci nahrává, že krajinou tu souběžně s brázdou probíhá tzv. Kouřimský zlom, patřící do systémů zlomů Blanické brázdy. Na terénní mapě lze oblast zlomu identifikovat podle vyvýšeného hřebene, který zlom provází.
Geologickým průzkumem však bylo prokázáno, že Čertova brázda je povrchový jev bez návaznosti na zlomy v hlubších vrstvách.

### Stará stezka
Interpretace Čertovy brázdy jako pozůstatku pravěké stezky je lákavá, protože trasa odpovídá poznatkům o vedení pravěkých stezek popsaným v knize Radana Květa Staré stezky v proměnách věků. Podle Květa vedení starých stezek v krajině navazuje na síť poruch zemské kůry a hydrografickou síť, které jsou pro topografii krajiny určující. Právě Čertova brázda vedoucí podél Kouřimského zlomu a propojující přímou cestou brody na Sázavě a na Labi, aniž by křížila další významné vodní toky, je typickou ukázkou přirozeného vedení staré stezky v krajině. Bernat a Štědra našli při důkladném terénním průzkumu velké množství mohutných úvozů, v řadě případů paralelních k legendickému vedení brázdy, které naznačují dřívější významný provoz v severojižním směru.
Náznaky, že Čertovu brázdu v celé její délce nelze primárně interpretovat jako starou stezku, ukázalo měření profilu trasy, protože tradovaný sestup brázdy k Sázavě má v některých místech sklon větší než 30 %. Pokud by se jednalo o vozovou cestu, musela by v tomto úseku vést jinudy. 
Pozdější nález liniového valu v přímém úseku Čertovy brázdy na Lipské hoře naznačuje, že unikátnost terénního útvaru, který inspiroval lidovou představivost, je třeba hledat tady.

### Hranice
Názor, že brázda by mohla být nějaký druh hranice se objevuje opakovaně u řady autorů. Na počátku dvacátého století píše Josef Miškovský ve svém článku o Čertově brázdě v časopise Naše hlasy (1903): „... Mně odpočátku, co tu brázdu znám a na různých místech přecházívám, zdála se být starou hranicí. Nejnápadnější je krásně rovná linie brázdy s Lipské k Chotouni. Jako když střelí sbíhá tu s vrcholu k Chotouni zrovna pod mohylu. ...“

### Liniový val na Lipské hoře

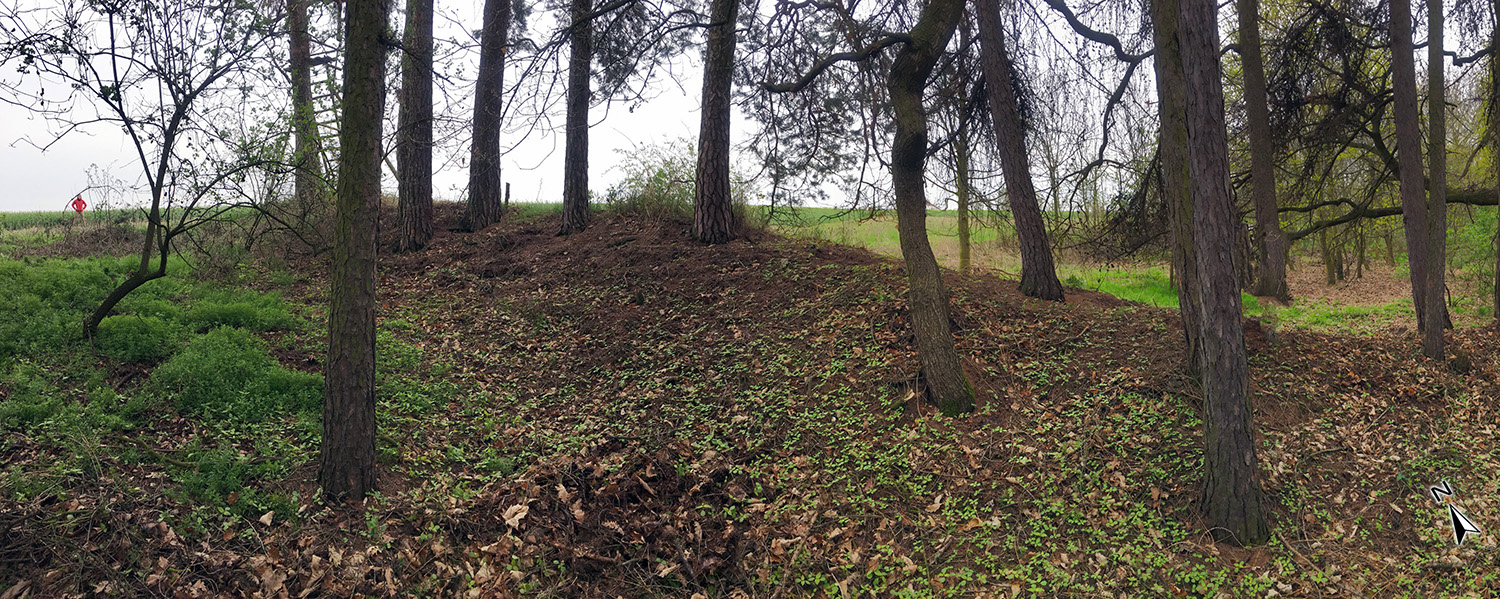
Zachovalý val s mělkými příkopy – pozůstatek liniové stavby v trase Čertovy brázdy na Lipské hoře

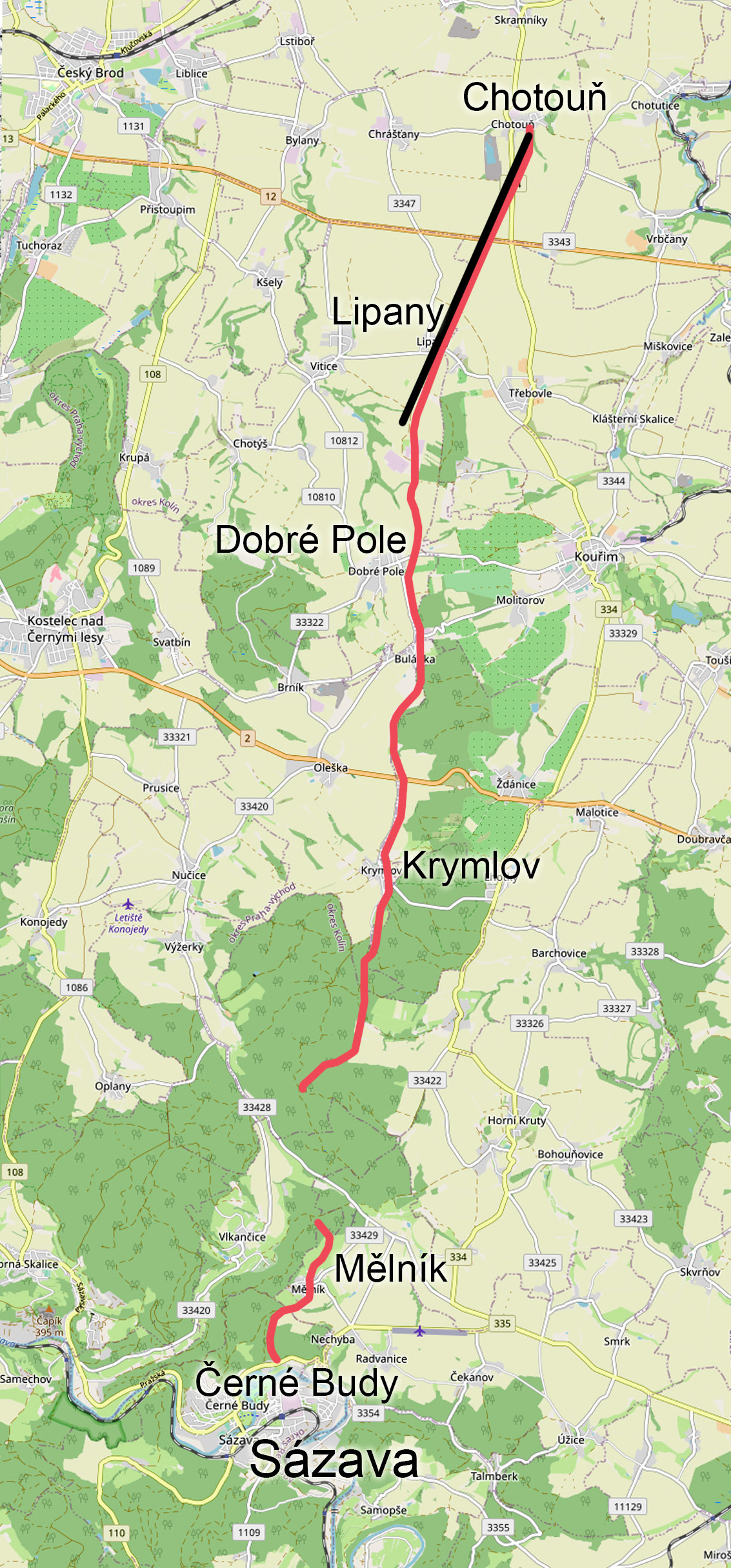
Trasa Čertova brázda s vyznačením polohy objevené liniové zemní stavby

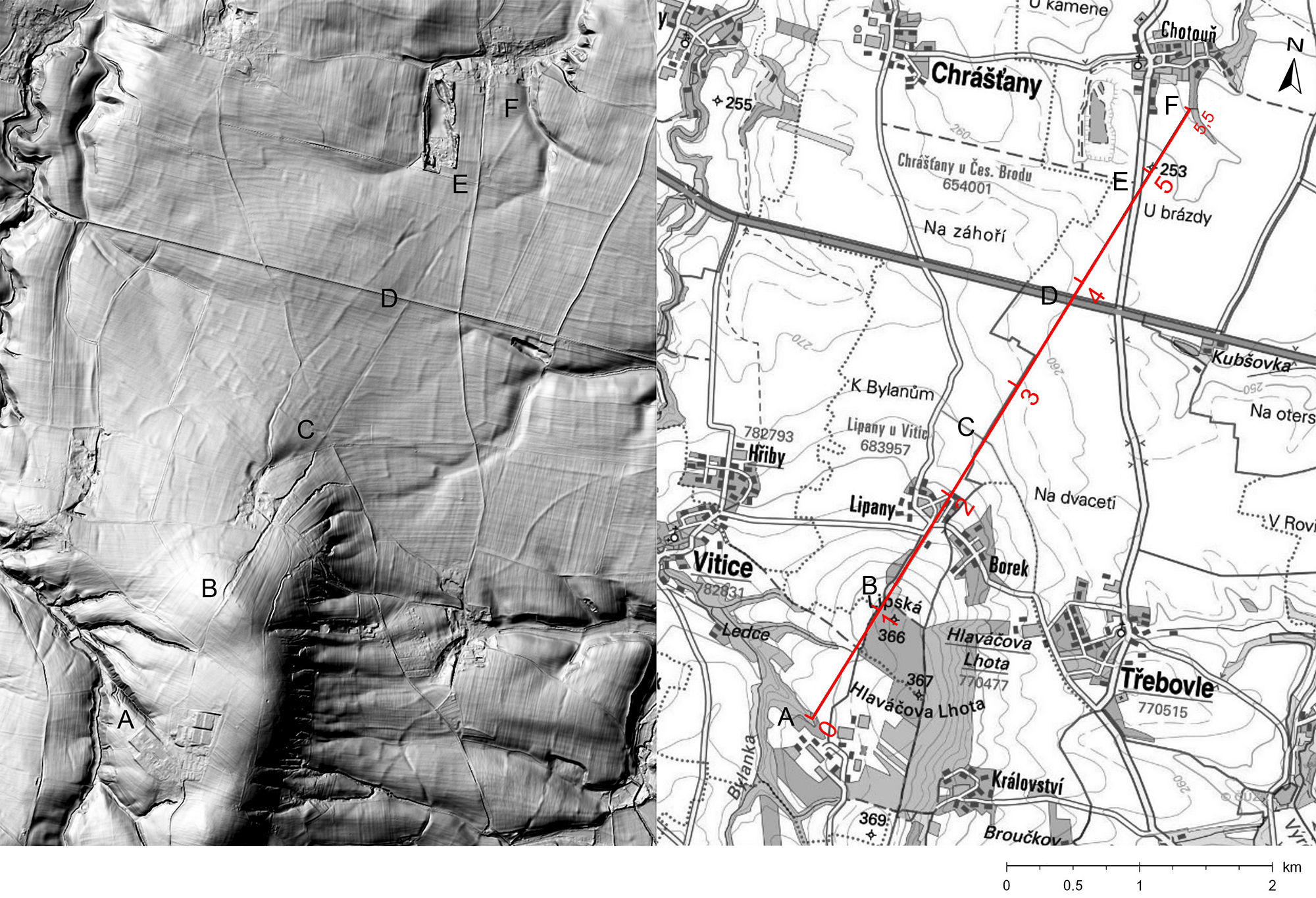
Liniový útvar v trase Čertovy brázdy mezi Lipany a Chotouní na digitálním modelu terénu (stínovaný reliéf,
Z factor 10, osvětlení od SZ, DMT4, ČÚZK) a v přehledové mapě. A – začátek liniové stavby v podobě valu v zalesněné rokli; B – památník na Lipské hoře; C – křížení linie s bývalou „svobodnou královskou silnicí“; D – křížení linie se silnicí z Českého Brodu do Kolína; E – křížení linie se silnicí na Chotouň; F – vyznění linie ve svahu u Chotouně.

Pokrok v metodách dálkového průzkumu, zejména použití LIDARu, umožnil odhalit 5,5 km dlouhý liniový val s příkopy v trase Čertovy brázdy na Lipské hoře. Průzkum byl založen na studiu neobvykle přímé terénní liniové elevace mezi Lipany a Chotouní. Na základě digitálního modelu terénu (DMT) bylo identifikováno pokračování této přímé linie i dále od památníku na Lipské hoře na jihozápad.
Na jižním konci této liniové elevace byl v zalesněné rokli objeven zachovalý zbytek valu doprovázený dvěma mělkými příkopy po stranách. V polích nad roklí pak byly souběžně s liniovou elevací identifikovány porostové příznaky, které poukazují na existenci dvojice příkopů a možný relikt valu mezi nimi. Tato struktura byla potvrzena i pomocí geofyzikálních měření. Podobná liniová elevace a doprovodné porostové příznaky byly nalezeny také na opačném, severním konci nově objevené linie, u Chotouně.
Nalezený liniový útvar (val se dvěma příkopy), vykazuje řadu podobností s některými lineárními strukturami známými ze zahraničí: např. Offův val nebo Danevirke. Podle autorů mohl mít podobnou funkci a roli jako jeho zahraniční protějšky, tj. zejména kontrolovat pohyb lidí a zboží na důležitém dopravním koridoru a symbolicky vyjadřovat moc. Datování tohoto liniového valu na Kouřimsku bude vyžadovat další výzkum.